# 格特纳环形山
格特纳环形山（Gärtner）是位于月球正面冷海东北部的一座大撞击坑残迹，其名称取自德国天文学家克里斯蒂安·格特纳（Christian Gärtner，约1750年-1813年），1935年被国际天文学联合会正式接受。

## 描述

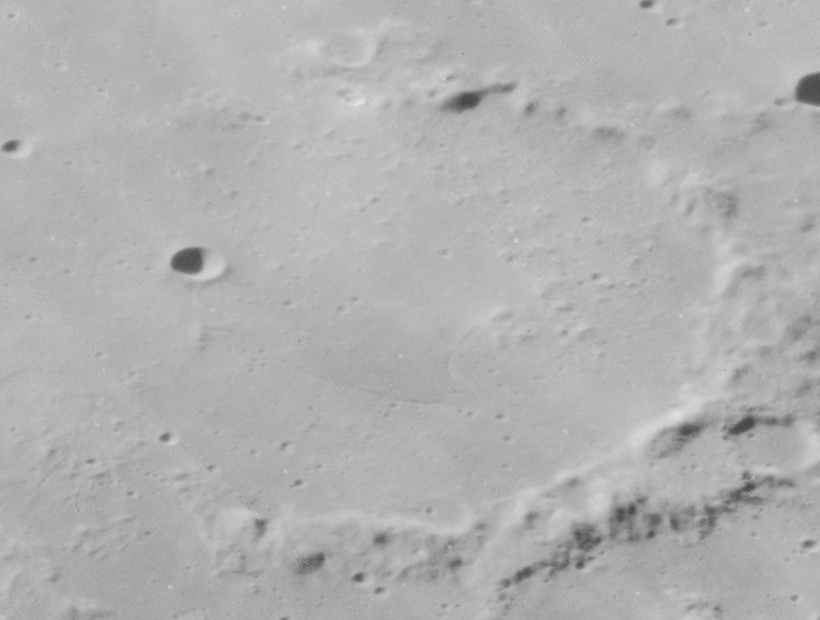
月球轨道器4号拍摄的斜视图

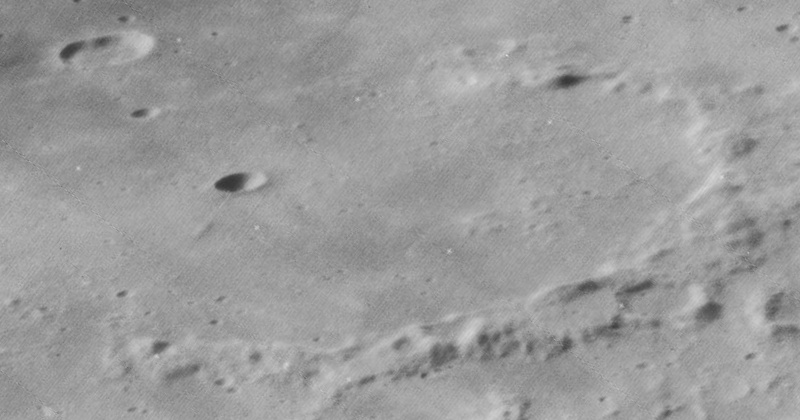
月球轨道器4号拍摄的另一幅斜视图

该陨坑西侧和西北分别毗邻希普尚克斯陨石坑和凯恩环形山、北面和东北则靠近德谟克利特陨石坑和泰勒斯陨石坑，残迹坑德拉鲁环形山位于它的东侧、它的东南偏南及西南分别坐落了相对年轻的克尔德什陨石坑和伽勒陨石坑，而它的西面则伸展着希普尚克斯月溪。该陨坑中心月面坐标为59°14′N 34°46′E / 59.24°N 34.76°E，直径101.79公里，深约2.86公里。
格特纳环形山的南半侧已完全消失，只剩北侧和东部坑壁露出在熔岩表面之上，形似月海边沿上一处半圆形的盆地。残存的边缘也已严重磨损和侵蚀，密布着撞击造成的刻痕和凹槽，这些残壁平均高出周边地形1490米，内部容积约为10336.55立方千米。它的坑内已被熔岩淹没，表面极为平坦，北半部散布大量的山丘，从坑底中心向东北延伸着一条长约30公里的“格特纳月溪”，而介于格特纳环形山西南和东南壁端中间坐落碗状的卫星坑“格特纳 D”。

## 卫星陨石坑
按照惯例，最靠近格特纳环形山的卫星坑在月图上以字母标注在该坑中心点的旁边。

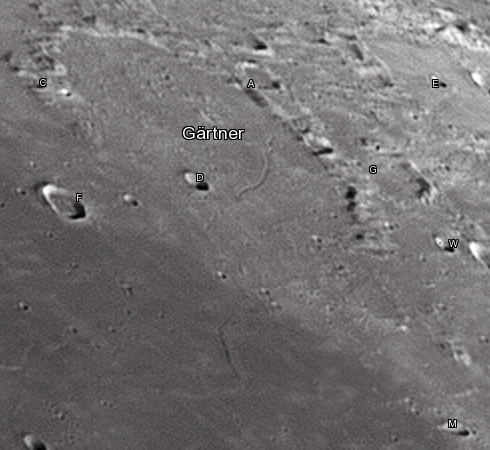
周边卫星坑图.

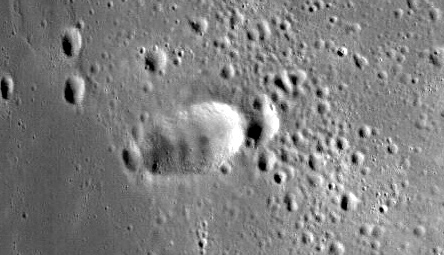
卫星坑格特纳 М

| 格特纳 | 纬度     | 经度     | 直径     |
| ------ | -------- | -------- | -------- |
| A      | 60.71° N | 37.72° E | 12.7公里 |
| C      | 59.5° N  | 31.09° E | 8.5公里  |
| D      | 58.51° N | 33.96° E | 7.7公里  |
| E      | 61.5° N  | 43.8° E  | 7 公里   |
| F      | 61.58° N | 43.82° E | 14 公里  |
| G      | 59.5° N  | 39.8° E  | 33 公里  |
| M      | 55.5° N  | 37.0° E  | 11 公里  |

## 另请参阅
- Andersson, L. E.; Whitaker, E. A. . NASA RP-1097. 1982.
- Blue, Jennifer. . USGS. July 25, 2007  [2007-08-05]. （原始内容存档于2013-02-13）.
- Bussey, B.; Spudis, P. . New York: Cambridge University Press. 2004. ISBN 978-0-521-81528-4.
- Cocks, Elijah E.; Cocks, Josiah C. . Tudor Publishers. 1995. ISBN 978-0-936389-27-1.
- McDowell, Jonathan. . Jonathan's Space Report. July 15, 2007  [2007-10-24]. （原始内容存档于2012-05-26）.
- Menzel, D. H.; Minnaert, M.; Levin, B.; Dollfus, A.; Bell, B. . Space Science Reviews. 1971, 12 (2): 136–186. Bibcode:1971SSRv...12..136M. doi:10.1007/BF00171763.
- Moore, Patrick. . Sterling Publishing Co. 2001. ISBN 978-0-304-35469-6.
- Price, Fred W. . Cambridge University Press. 1988. ISBN 978-0-521-33500-3.
- Rükl, Antonín. . Kalmbach Books. 1990. ISBN 978-0-913135-17-4.
- Webb, Rev. T. W.  6th revised. Dover. 1962. ISBN 978-0-486-20917-3.
- Whitaker, Ewen A. . Cambridge University Press. 1999. ISBN 978-0-521-62248-6.
- Wlasuk, Peter T. . Springer. 2000. ISBN 978-1-85233-193-1.